# Jean-Guillaume Hyde de Neuville
Jean-Guillaume, barão Hyde de Neuville (La Charité-sur-Loire, 24 de Janeiro de 1776 – Paris, 28 de Maio de 1857) foi um político pró-monárquico e diplomata francês que, entre outros cargos, foi Ministro da Marinha e Ultramar da França e embaixador da França em Portugal e nos Estados Unidos da América. Foi um dos mais fiéis apoiantes da legitimidade da Casa de Bourbon no trono de França. O papel que desempenhou nos acontecimentos políticos que rodearam a Abrilada levou a que fosse agraciado com a grã-cruz da Ordem da Torre e Espada e feito 1.º conde e depois 1.º marquês da Bemposta.

## Biografia
Jean-Guillaume nasceu em La Charité-sur-Loire (Nièvre), filho de Guillaume Hyde, membro de uma família de origem inglesa que se exilara em França por ter acompanhado a Casa de Stuart durante a Rebelião Jacobita de 1745, e de sua mulher Marie Roger de Neuville, ligada à melhor aristocracia francesa.
Com apenas 17 anos de idade tornou-se notado ao defender, com sucesso, um homem denunciado como contra-revolucionário por Joseph Fouché que foi presente ao tribunal revolucionário de Nevers.
A partir de 1793 afirmou-se como um partidário convicto da monarquia, militando nas hostes roialistas, mantendo uma posição que faria dele, ao longo de toda a sua carreira política, um dos mais fiéis apoiantes das pretensões dinásticas da Casa de Bourbon. Foi um dos poucos políticos franceses que manteve a sua posição de fidelidade aos Boubons durante os períodos da Revolução Francesa e do Primeiro Império Francês.
Participou no levantamento a favor da Casa de Bourbon ocorrido em 1796 na Província de Berry. Foi um dos membros do Club de Clichy e apoiante activo do Conde de Artois, futuro rei Carlos X de França, em cuja representação levou a cabo diversas missões secretas no Reino Unido, incluindo um encontro com o então Primeiro-Ministro William Pitt.
Depois do golpe do 18 de Frutidor exilou-se para Londres, cidade onde se manteve activo no apoio à causa monárquica francesa.
Depois do Golpe de 18 do Brumário (9 de Novembro de 1799) regressou a Paris e tentou persuadir Napoleão Bonaparte a restaurar a monarquia tradicional, repondo no trono o rei Louis XVIII de França.
Foi acusado por Joseph Fouché de cumplicidade na Conspiração da Rue Saint-Nicaise (1800-1801), mas as acusações foram retiradas e Hyde de Neuville exilou-se para os Estados Unidos da América, apenas regressando a França após a Restauração Bourbon de 1814 ter levado à queda do Primeiro Império Francês.
Em 1814, logo após o seu regresso a França, foi enviado por Louis XVIII em diversas missões secretas a capitais europeias, incluindo Londres, Turim e Florença. Uma das suas missões em Londres teve como objectivo persuadir o governo do Reino Unido a aceitar a transferência de Napoleão para um local mais remoto e de mais difícil evasão do que a ilha de Elba. As negociações foram interrompidas em Março de 1815 quando os receios franceses se materializaram e o imperador deposto retornou a França, iniciando o seu governo dos Cem Dias. Durante aquele período permaneceu estrangeiro, acompanhando o rei no seu exílio em Gand.
Em 1815 foi eleito deputado pelo círculo eleitoral de Nièvre à Câmara dos Deputados.
Restaurada a monarquia, Hyde de Neuville foi nomeado em Janeiro de 1816 embaixador em Washington, D.C., tendo negociado o reconhecimento americano da nova situação política da França e um tratado de livre-comércio. Permaneceu no cargo entre 1816 e 1821, residindo parte desse período na Decatur House.
Regressou a França no ano de 1821, declinando a aceitação do lugar de embaixador da França junto do Império Otomano. Ingressou então na política activa e em Novembro de 1822 foi eleito deputado pelo círculo eleitoral de Cosne.
Foi reeleito deputado pelo círculo de Nièvre em 1822, em 1824 e em 1827. No parlamento Hyde de Neuville fazia parte do grupo dos roialistas constitucionais. Nas suas intervenções parlamentares censurou a Guerra de Espanha (1823) (o episódio dos Cem Mil Filhos de São Luís) e as práticas comerciais e financeiras de Gabriel-Julien Ouvrard.
Pouco depois da sua eleição foi nomeado embaixador da França em Portugal, então um dos Estados europeus onde mais se sentia a rivalidade anglo-francesa. Em Lisboa iniciou uma campanha anti-britânica, aliando-se às forças conservadoras antiliberais. O seu apoio foi importante no desencadear dos acontecimentos da Abrilada, o movimento que a 30 de Abril de 1824 tentou sem sucesso colocar D. Miguel no poder.
Afirma-se que tentou convencer o governo português a solicitar a intervenção armada do Reino Unido, assumindo que a mesma seria recusada pelo governo britânico em obediência ao seu proclamado princípio de não-intervenção. Se isso acontecesse, a França ficaria em posição de satisfazer o pedido que os britânicos tinham declinado, substituindo a influência britânica pela francesa. O insucesso do plano deveu-se em grande parte ao posicionamento dos meios mais reaccionários então no poder em França, os quais impediram o apoio à Constituição Portuguesa de 1822, o que minou a influência política de Hyde de Neuville em Lisboa, forçando-o a deixar Lisboa e retomar o seu lugar na Câmara dos Deputados em Paris.
Apesar do seu forte apoio à monarquia e do seu constante alinhamento com a posição dos roialistas, Hyde de Neuville tinha também fortes convicções liberais, o que o levou a opor-se às políticas do governo de Jean-Baptiste de Villèle. Em consequência, no ano de 1828 foi nomeado para o governo moderado presidido por Jean Baptiste Gay de Martignac, assumindo o cargo de Ministro da Marinha e Ultramar da França. Nessas funções teve um importante papel no apoio francês aos insurgentes gregos durante a Guerra da Independência da Grécia.
Durante o governo de Jules de Polignac (1829-1830) colocou-se novamente na oposição, afirmando-se um firme apoiante da Carta. Apesar disso, após a Revolução de Julho de 1830, apresentou um protesto, que não teve eco, contra a exclusão do trono da linha legítima da Casa de Bourbon, opondo-se à Monarquia Francesa de Julho e ao poder orleanista. Não sendo apoiado nas suas posições, demitiu-se do parlamento e abandonou a política activa.
As suas sobrinhas, a viscondessa de Bardonnet e a baronesa Laurenceau, compilaram a partir das suas notas autobiográficas uma obra, que intitularam Mémoires et souvenirs (3 volumes, Paris, 1888-1890). A obra é de grande interesse para o estudo do período da Revolução Francesa e da Restauração Monárquica em França.
A esposa, Anne Hyde de Neuville, foi uma notável aguarelista.

### Obras publicadas
- Mémoires et souvenirs (3 volumes), Paris, 1888 (obra compilada a partir das suas notas autobiográficas pelas suas sobrinhas, a viscondessa de Bardonnet e a baronesa Laurenceau).